# Bezirk Ocú
Ocú ist ein Bezirk (distrito) der Provinz Herrera in Panama. Die Einwohnerzahl betrug laut Volkszählung 2023 16.116.

## Gliederung
Der Bezirk Ocú ist administrativ in folgende Corregimientos unterteilt:
- Ocú
- Cerro Largo
- Los Llanos
- Llano Grande
- Peñas Chatas
- El Tijera
- Menchaca
- Entradero del Castillo